# Dobroszów (Strzelin)
Pour les articles homonymes, voir Dobroszów.
Dobroszów est une localité polonaise de la gmina de Przeworno, située dans le powiat de Strzelin en voïvodie de Basse-Silésie.